# August Rodenberg

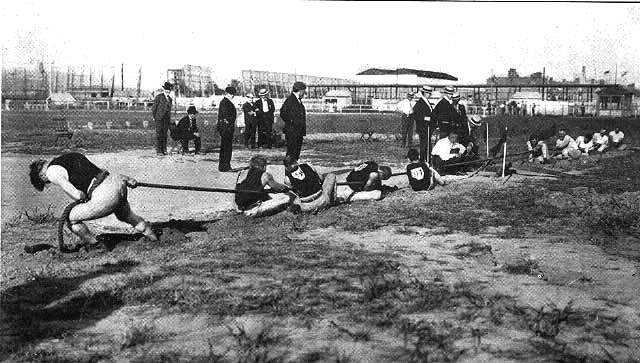
En la imagen, el equipo uno de los Turners de San Luis, al que pertenecía August Rodenberg (izquierda), compitiendo contra el grupo número dos de la misma asociación (derecha).

August Henry «Gus» Rodenberg (25 de julio de 1873 - 12 de abril de 1933) fue un deportista estadounidense, originario de San Luis, Misuri. Compitió en el evento de tira y afloja en los Juegos Olímpicos de 1904 celebrados en su ciudad natal, junto con su equipo St. Louis Southwest Turners N°1, integrado por Charles Rose, William Seiling, Orrin Thomas Upshaw y Max Braun. Juntos lograron superar a la delegación griega en esos juegos y a su equipo hermano, el St. Luis Turners N°2 —que fue medalla de bronce allí—, y obtuvieron el segundo lugar con una medalla de plata, tras el Milwaukee Athletic Club, otro equipo estadounidense que se quedó con el oro. Sin embargo, este podio olímpico no estuvo exento de controversia cuando el equipo de Braun acusó al club de Milwaukee, consagrado ganador, de incorporar hombres fuertes para el evento del tira y afloja que no eran miembros oficiales de su club. El reglamento de la época se impuso y la acusación fue desestimada, fallando a favor de los medallistas de oro.
Falleció el 12 de abril de 1933, a la edad de 59 años, en San Luis, Estados Unidos.